# Oneworld
Oneworld es una alianza de catorce aerolíneas comerciales, la cual compite con SkyTeam y Star Alliance. 
La razón de las aerolíneas para formar una alianza es ofrecer a sus pasajeros productos y prestaciones que ninguna línea aérea por sí sola podría entregar: una flota de 2000 aviones que realizan 8500 vuelos diarios y 570 destinos internacionales alrededor de todo el mundo en 135 países.
Las aerolíneas miembros de Oneworld deben cumplir con la siguiente promesa: “tratar a todos los pasajeros de Oneworld como si fueran nuestros propios pasajeros y responder a sus preguntas en el primer punto de contacto”. Su misión consiste en ofrecer a sus pasajeros un Seamless Travel, es decir, un viaje que sea expedito y agradable de principio a fin y que dé la posibilidad de elegir entre múltiples destinos.
En 2018 la alianza transportó unos 530 millones de pasajeros, ubicándose en tercer lugar por detrás de Star Alliance y SkyTeam.

## Historia
Oneworld fue fundada el 1 de febrero de 1999 por American Airlines, British Airways, Canadian Airlines, Cathay Pacific y Qantas.
En septiembre de 1999, se incorporaron a la alianza Iberia y Finnair. En 2000 se incorpora a la alianza LAN Airlines. En 2007 se incorporaron tres aerolíneas más: Japan Airlines, Malév y Royal Jordanian. También se integran en igual fecha dos aerolíneas del holding LAN Airlines: LAN Argentina y LAN Ecuador. Lo anterior permitiría incrementar la oferta de Oneworld a 696 destinos en 141 países.
En 2010 se incorporó la aerolínea rusa S7 Airlines complementando así la oferta de Oneworld a 750 destinos en 150 países.
En 2012 suceden otras salidas y adhesiones a la alianza, la primera es la partida de la aerolínea húngara Malév a finales del mes de febrero debido a su quiebra por problemas financieros, y la incorporación de la alemana Air Berlin a principios de marzo del mismo año. A partir del 30 de octubre de 2013, Qatar Airways es parte de la alianza Oneworld. En marzo de 2014 se unen a oneworld TAM Líneas Aéreas (por la fusión con LAN Airlines) y US Airways (por su incorporación a American Airlines).
El 27 de octubre de 2017 deja de volar Air Berlin. En septiembre de ese año, y ante el cierre de operaciones, las aerolíneas Oneworld habían suspendido la acumulación y canje de puntos, quedando la alianza con 13 miembros.
El 4 de noviembre de 2019, los miembros de Oneworld British Airways y el propietario de Iberia International Airlines Group están haciendo una oferta para comprar Air Europa por $ 1,1 mil millones, y consolidando la aerolínea bajo Iberia (el CEO de IAG, Willie Walsh, planea retener la marca Air Europa durante un cierto período de tiempo). Si los investigadores antimonopolio lo aprueban, la compra dará lugar a la salida de Air Europa de SkyTeam, aunque se desconoce si se unirá a Oneworld como afiliado de Iberia o se fusionará con la marca Iberia.
Se anunció el 13 de febrero de 2020 que Alaska Airlines era un miembro electo de Oneworld, uniéndose a la alianza en el verano de 2021. La chilena LATAM, por su parte, dejó la alianza el 1 de mayo de 2020.

## Aerolíneas miembro

### Miembros actuales
A continuación se encuentra una lista con las aerolíneas de pleno derecho, filiales miembro de la alianza y no miembro (el principal miembro de Oneworld es American Airlines):

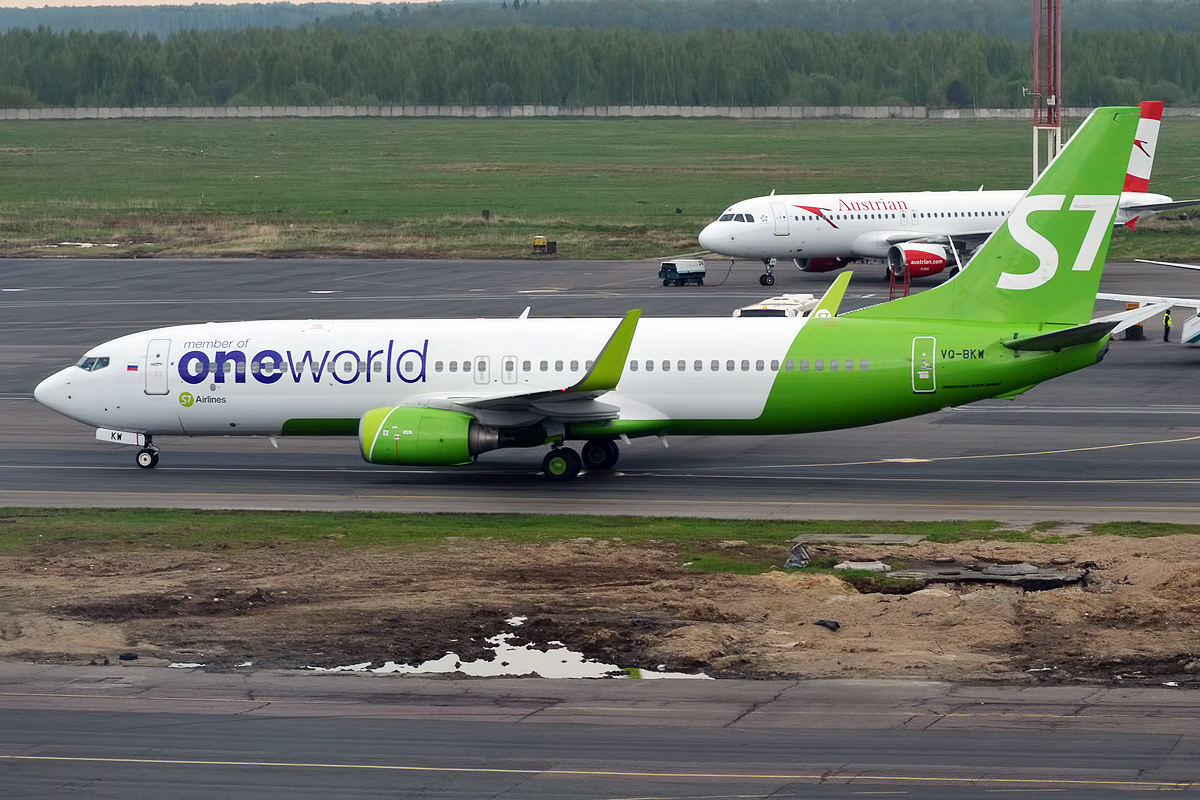
Un Boeing 737-800 de S7 Airlines (Globus Airlines) con decoración de Oneworld.

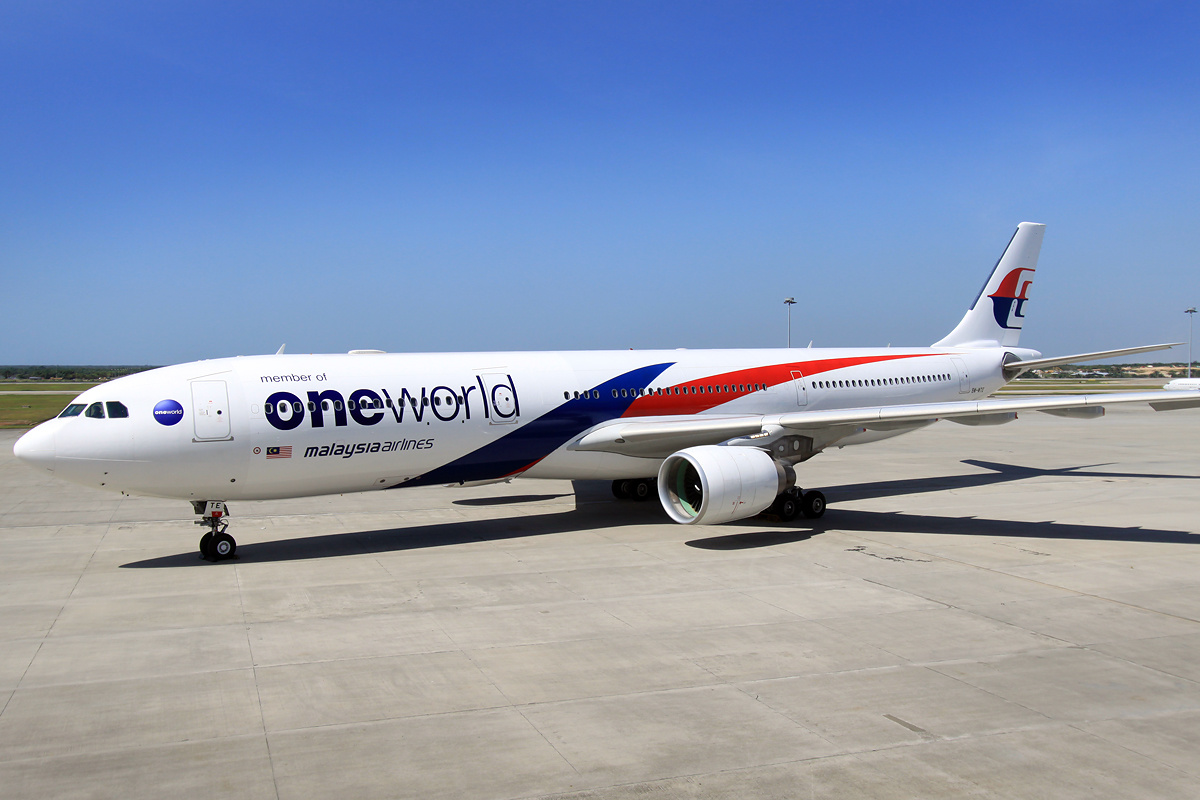
Un Airbus A330 de Malaysia Airlines con pintura de Oneworld.

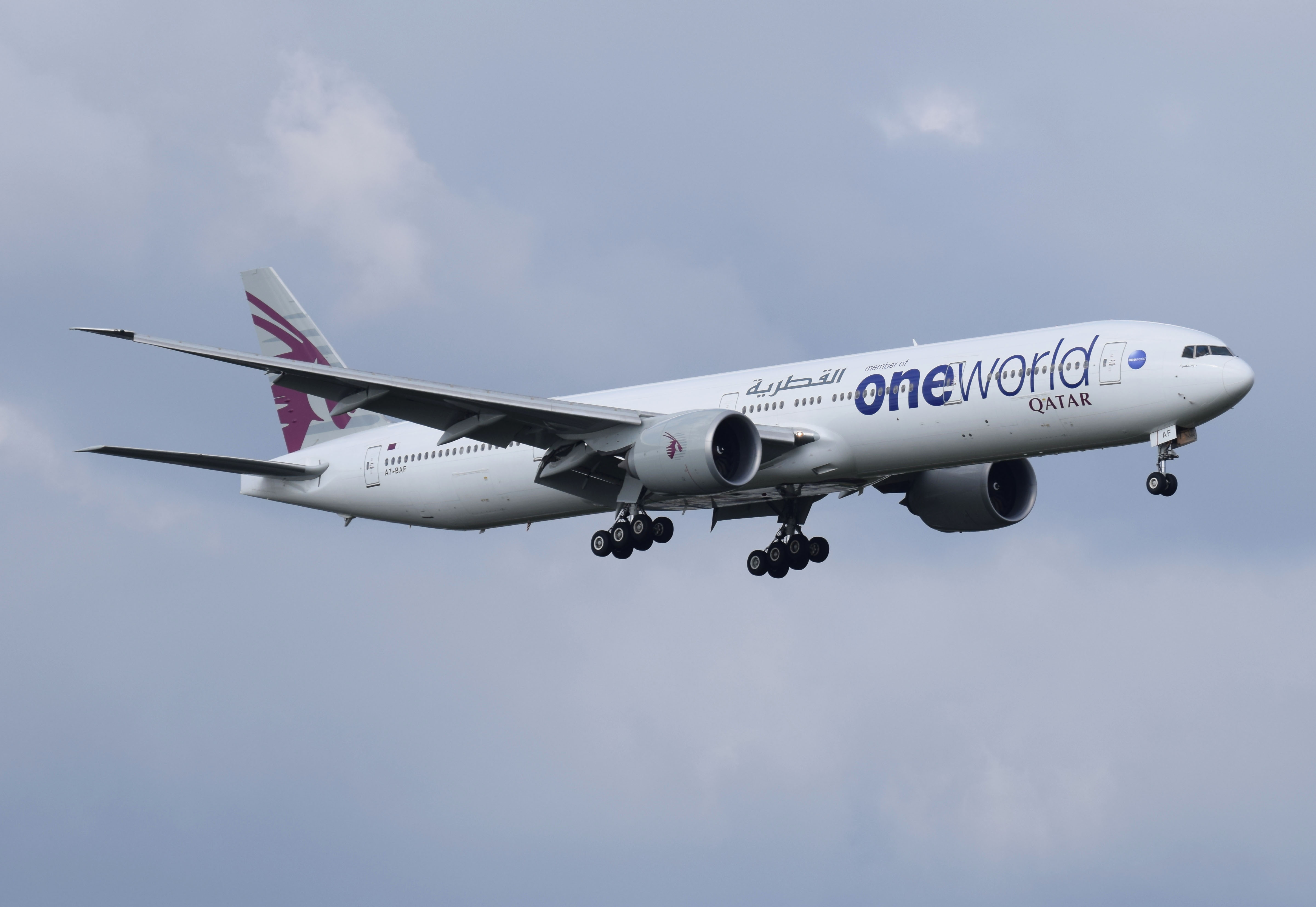
Un Boeing 777-300ER de Qatar Airways en 2014: el primero entre los "Tres Grandes" operadores en el Golfo Pérsico en firmar por cualquier alianza global de aerolíneas..

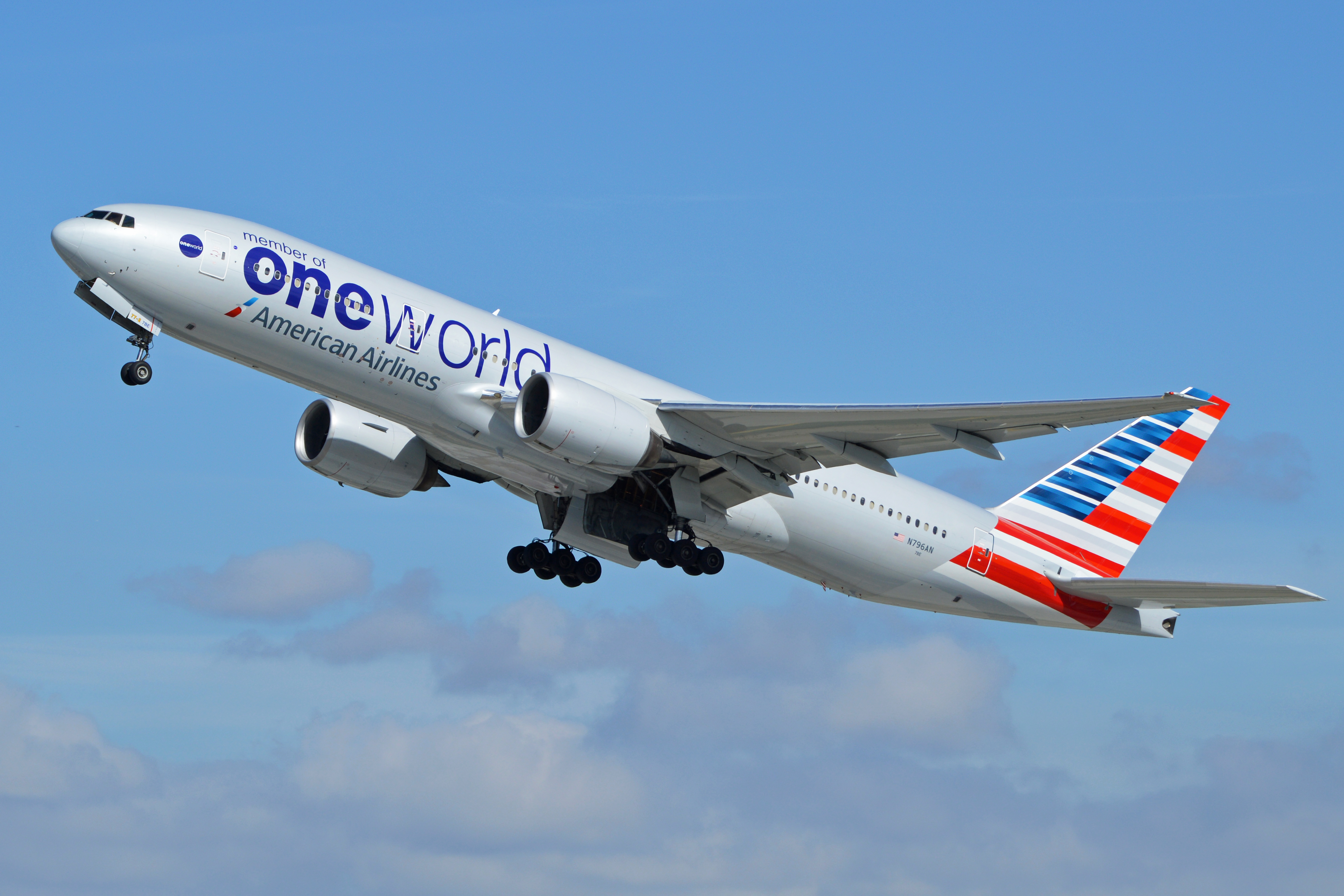
Un Boeing 777-200ER de American Airlines con el nuevo diseño estándar de Oneworld.

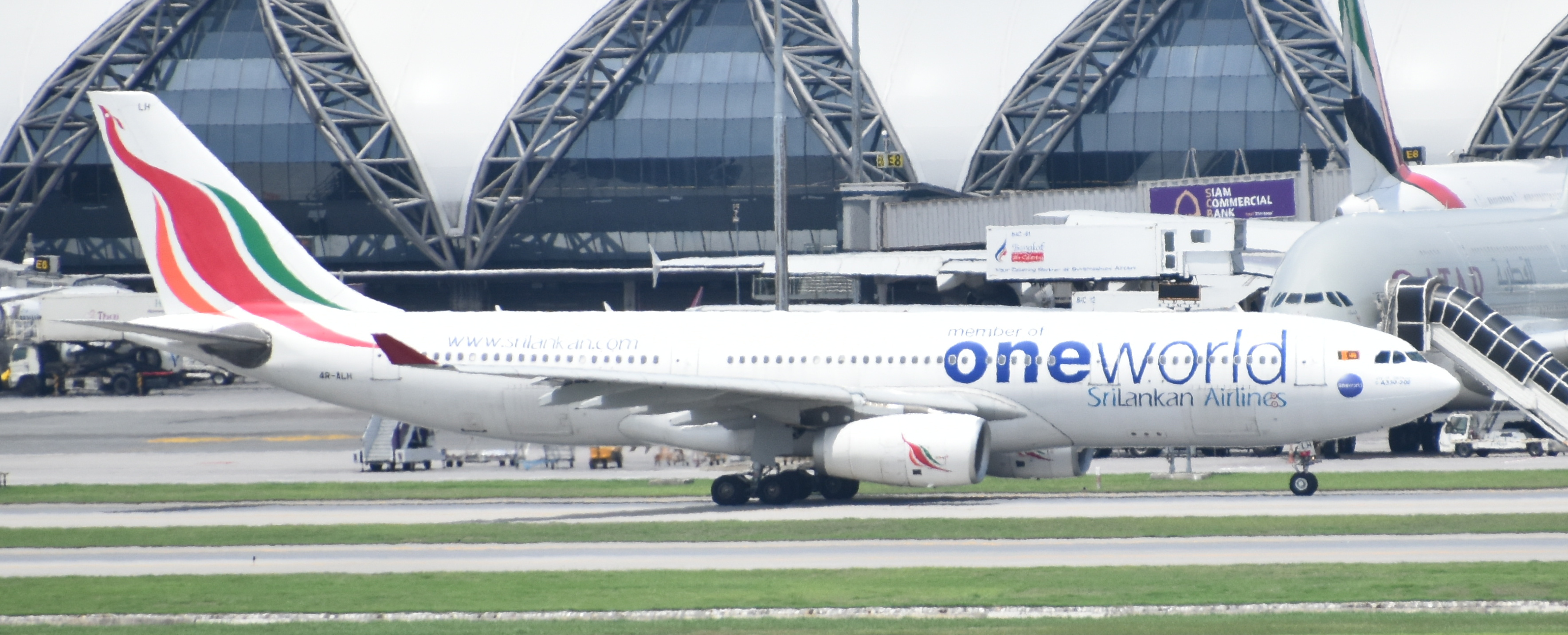
Airbus A330-200 de SriLankan Airlines con los colores de Oneworld.

1. 1 2 3 4  Miembro fundador
2. ↑  Pertenece a IAG (90,5%)[6]

### Oneworld Connect
Este programa fue lanzado en 2018 y consiste en tener otras aerolíneas como socios de conectividad en regiones específicas, como en este caso lo es Oceanía:

### Antiguas aerolíneas miembro
1. ↑  Abandonó voluntariamente la alianza debido a un cambio en su estrategia comercial
2. ↑  Cese de operaciones el 28 de octubre de 2017
3. ↑  Aerolínea fundadora que fue adquirida por Air Canada, aerolínea miembro de Star Alliance
4. ↑  Quebró en 2012
5. ↑  Suspendió operaciones indefinidamente el 28 de agosto de 2010 por problemas financieros, aparecía como miembro inactivo de la alianza en la página web de OneWorld hasta 2017
6. ↑  Compra de acciones por parte de Delta Air Lines, que es miembro de SkyTeam.

1. 1 2 3 4 5 6  Aerolínea filial fundadora

## Beneficios para los pasajeros

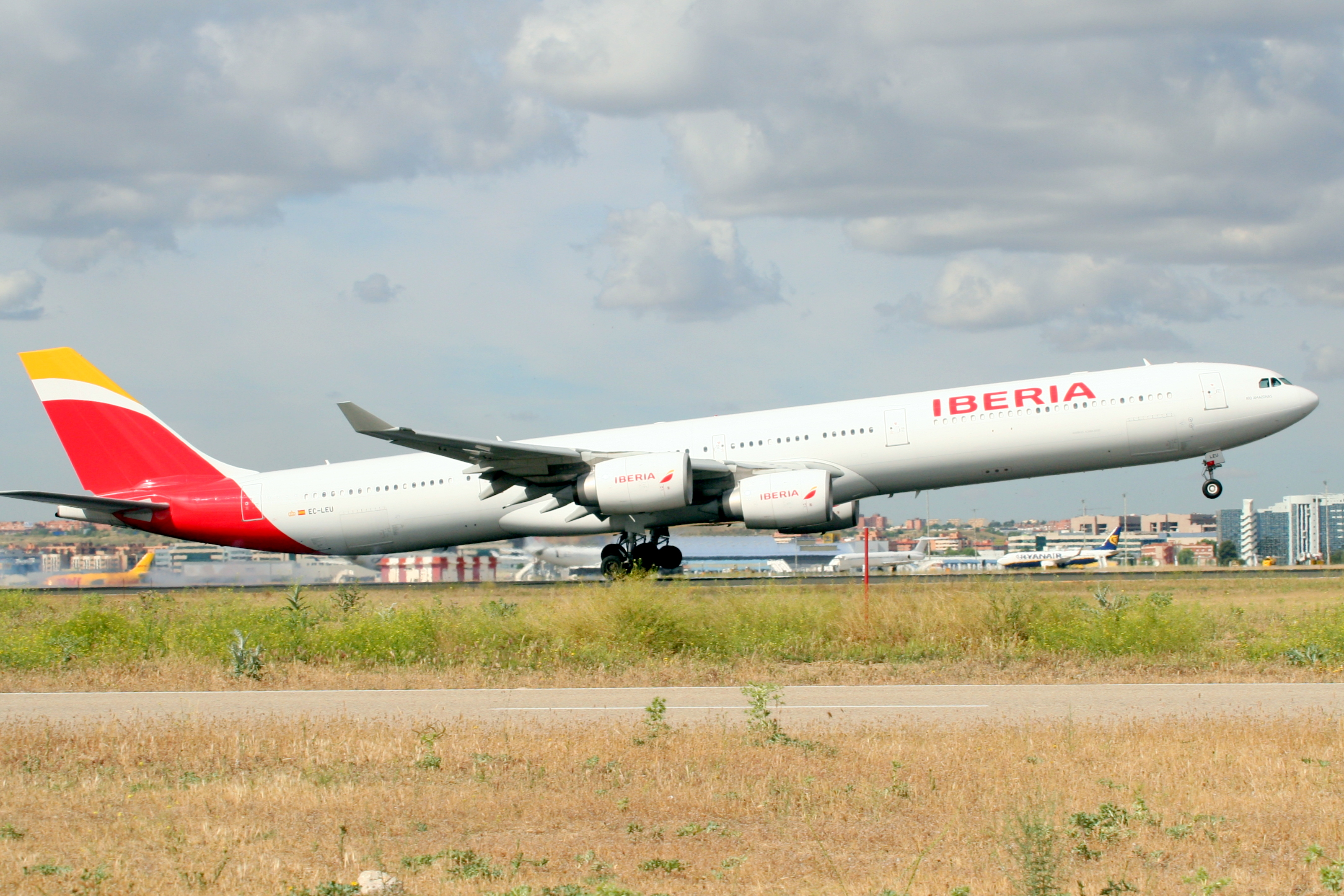
Airbus A340-600 de Iberia.

Entre los beneficios para los pasajeros, convenidos con el resto de las aerolíneas participantes, se cuenta.
- Obtención de la tarjeta de embarque hasta el destino final del pasajero gracias al acuerdo Interline Through Check-in (ITCI) que mantienen los sistemas de las 13 aerolíneas, beneficio contemplado para los itinerarios de hasta tres vuelos que sean realizados en conexión.
- Acceso a una franquicia de equipaje, es decir, se les aplica la política menos restrictiva reflejada en el pasaje internacional con el que se inicia el viaje sin importar las escalas que se realicen en el traslado.
- Los pasajeros frecuentes de LAN son reconocidos por las aerolíneas Oneworld a través de un identificador común en todas las tarjetas de socios de las compañías, lo que significa que al realizar sus vuelos en LAN o en cualquiera de las líneas aéreas de la alianza, las personas siguen acumulando kilómetros, tienen un chequeo preferencial en los aeropuertos y, quienes están en la categoría Emerald y Sapphire, acceden a más salones y clubes de la alianza a nivel global.
- Si hay cambios de vuelos, ya sean voluntarios o involuntarios, el billete emitido por una compañía Oneworld puede ser aceptado sin el endoso de la compañía emisora, siempre y cuando se respeten los procedimientos establecidos por las aerolíneas para ambos casos.

## Reglas que cumplen sus integrantes
Al cumplir con los requerimientos básicos de incorporación, las aerolíneas fortalecieron su eficiencia, sin perder sus políticas e identidad propias.
Aun así hubo tres áreas concretas en las que se acordó seguir el mismo procedimiento: en Oneworld todos los vuelos están diseñados para no fumadores; existe una política de libre endoso sujeta a restricciones tarifarias y no hay necesidad de reconfirmar los vuelos en ninguna de las compañías que conforman la alianza. En cualquier otro ámbito, es el modus operandi del operador de la aeronave el que se impone. Sin embargo, existen grupos de trabajo dedicados a lograr que las diferentes políticas sean lo más parecidas posibles entre las aerolíneas porque así la transferencia de pasajeros de una línea aérea a otra se hace más fácilmente.

## Reseña histórica
- Fue creada el 1 de febrero de 1999 por American Airlines, British Airways, Cathay Pacific y Qantas.

- Canadian Airlines fue miembro hasta que fue absorbida por Air Canada que no pertenece a esta alianza.

- Swiss International Air Lines fue invitada a ser miembro, hasta que el 3 de junio de 2004 decidió no unirse.

- JAL era la mayor aerolínea del mundo no adherida a una alianza multilateral, hasta que se unió a oneworld el 1 de abril de 2007. Cuatro aerolíneas subsidiarias de JAL Group también se incorporaron a Oneworld como afiliados: JALways, JAL Express (JEX), J-AIR y Japan Transocean Air (JTA).

- Dragonair se incorporó a esta alianza el primero de noviembre de 2007.

- Mexicana de Aviación aceptó el 19 de abril de 2008 la invitación formal para unirse a esta alianza, después de recibir el voto unánime de las diez aerolíneas que entonces pertenecían al grupo. Es importante mencionar que sus subsidiarias MexicanaClick y MexicanaLink también se incorporaron a este grupo como afiliadas. El 10 de noviembre de 2009 se hizo efectiva su entrada en la alianza. Mexicana está actualmente en supension de pago, y no vuela.

- S7 Airlines aceptó el 26 de mayo de 2009 la invitación formal para unirse a esta alianza, después de recibir el voto unánime de las diez aerolíneas que actualmente pertenecen al grupo. Es importante mencionar que se trata de la primera aerolínea rusa occidentalizada al contar en exclusiva con aparatos de Boeing y Airbus. Su adhesión definitiva fue el 15 de noviembre de 2010, y su padrino de entrada a la alianza ha sido British Airways

- Air Berlin solicitó formalmente la entrada en Oneworld firmando un acuerdo vinculante el 27 de julio de 2010. La aerolínea se incorporó a la alianza el 20 de marzo de 2012,[11] tratando de coincidir con la apertura de su nueva base, el aeropuerto de Berlín-Brandeburgo. La compañía austriaca Niki, miembro del grupo Air Berlín, también se convirtió en miembro afiliado de la alianza.

- Malaysia Airlines informó el 7 de junio de 2011 que se unirá a la alianza al haber sido aprobada por unanimidad su incorporación por parte de los consejeros delegados de las líneas aéreas que la componen, en una reunión celebrada en Singapur. Malaysia Airlines se constituirá en el decimocuarto socio de la alianza a finales de 2012, además de ser la cuarta aerolínea asiática que se une tras Cathay Pacific, Japan Airlines y la compañía aérea india Kingfisher Airlines, que pasará a ser miembro a lo largo de 2011. Su padrino en la incorporación será Qantas[12]

- SriLankan Airlines informó el 12 de junio de 2011 que se unirá a la alianza al haber sido aprobada por unanimidad su incorporación. SriLankan Airlines se constituirá en el decimoquinto socio de la alianza a finales de 2013, Dicha incorporación está prevista para finales del próximo año y contará con Cathay Pacific como patrocinador.[13]
- oneworld ha sido elegida la mejor alianza del año 2013 por SKYtrax
- Qatar Airways se une a la alianza el 30 de octubre del 2013 además. Fue nombrada como la Aerolínea del Año por la agencia de calificación de aerolíneas independientes Skytrax en 2012 y 2011